# Tromsö

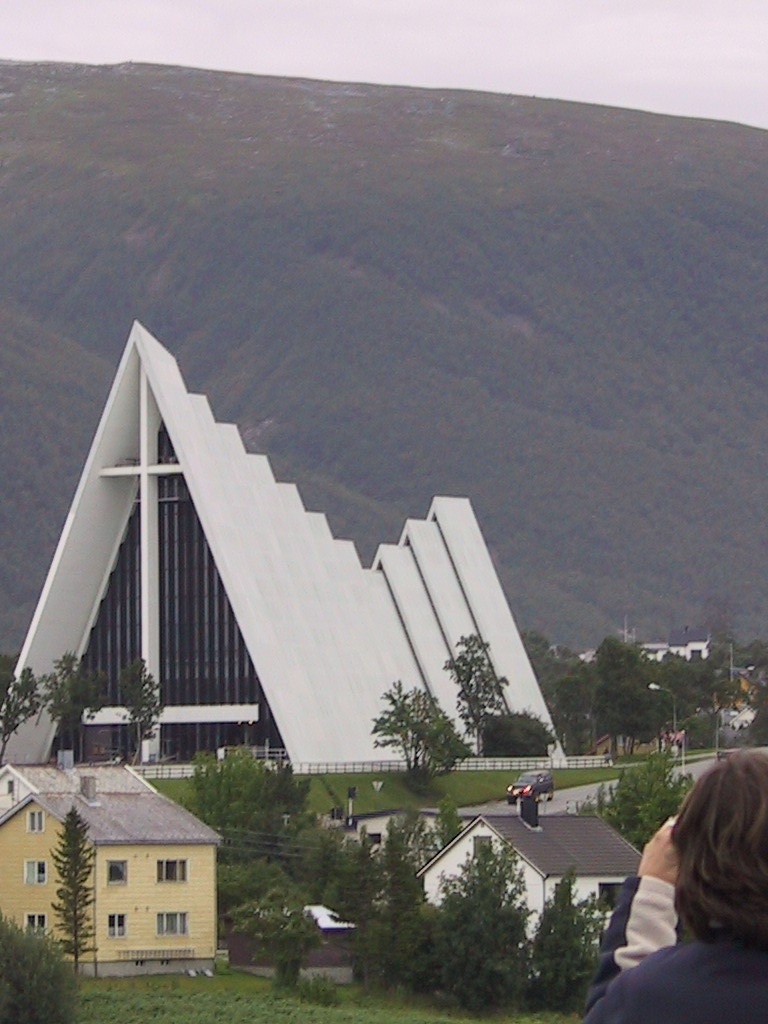
Ishavskatedralen.

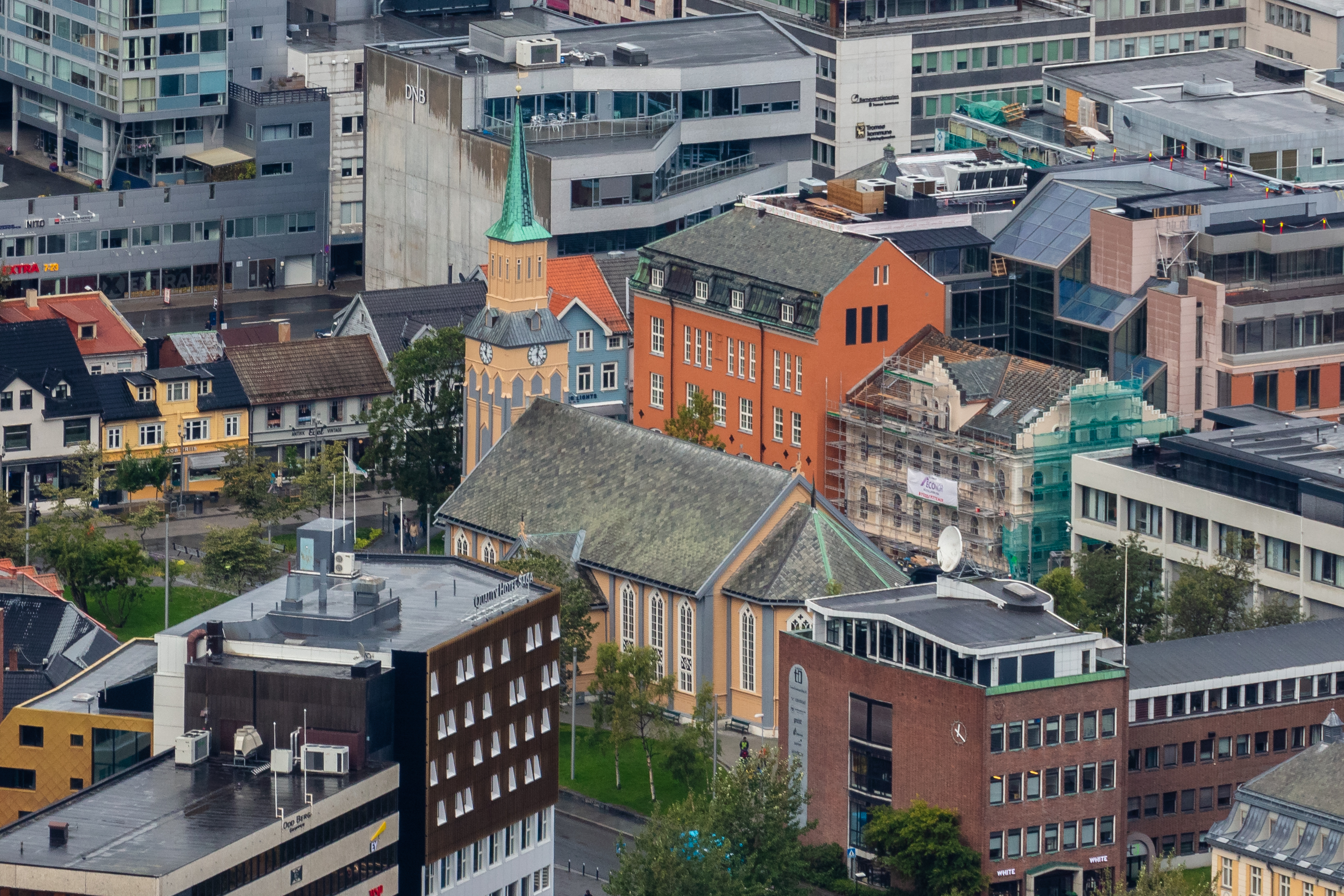
Tromsö domkyrka.

Tromsö (norska: Tromsø, nordsamiska: Romsa, kvänska: Tromssa) är en tätort och stad i norra Norge som utgör centralort i Tromsö kommun, residensstad i Troms fylke samt säte för biskopen i Nord-Hålogalands stift. Sedan 1968, då Universitetet i Tromsö öppnades är Tromsö också universitetsstad. 
Tromsö är huvudsäte för Arktiska rådet. Tromsö är också ett kommersiellt centrum med en rad affärsbanker och sparbanker. Tromsö hör till Troms polisdistrikt, Nord-Troms tingrätt och Hålogaland Lagmannsrett.
Tromsö kallas ofta ”Nordens Paris” och ”Porten till Ishavet”. Namnen kommer av stadens internationella historia som handelsstad, nöjesstad och startplats för expeditioner av olika slag. På flera områden är också forskningsmiljön nationellt ledande.

## Geografi
Tromsö ligger vid Norges nordkust omkring 300 km norr om norra polcirkeln och cirka 2 100 km söder om geografiska Nordpolen. Staden ligger till större delen på ön Tromsöya. Tromsöya är en avlång, relativt låg ö, i nord/sydlig riktning, med en högsta punkt på cirka 160 meter. Till staden brukar förutom själva tätorten Tromsö på ön, även inräknas tätorten Tromsdalen, mittemot på fastlandet (som också omfattar stadsdelarna Kroken, Lunheim, Tomasjord och Solligården) och tätorten Kvaløysletta som ligger på ön Kvaløya, väster om Tromsö. I dessa tätorter fanns 1 januari 2017 cirka 64 400 invånare vilka utgör huvuddelen av kommunens invånare som samma tidpunkt var cirka 74 500.  ”Værvarslinga” (väderstationen) ligger vid högsta punkten av Tromsöya och strax utanför Tromsdalen ligger EISCAT:s radaranläggningar.
Stadens centrum ligger på östsidan av ön Tromsöya. Från början var bebyggelsen koncentrerad till detta område. De andra delarna av ön användes då bland annat till sommarstugor (hytter) till stadens invånare. Staden har sedan expanderat och 2017 var i stort sett hela ön bebyggd med hus, bostadsområden och handels- och industriområden.
Några kilometer norr om centrum ligger Universitetet i Tromsö och Universitetssjukhuset Nord-Norge.
Västra sidan av ön består av bostadsområden, flygplatsen och Tromsös stora område för handel av olika slag. Området, som heter Langnes Handelspark, innehåller bland annat två stora köpcentrum, K1 och Jekta.

## Historik
Den äldsta bosättningen i området runt Tromsö dateras till cirka 11 000 år sedan. Den första kyrkan byggdes kring 1250 av Håkon Håkonsson. 1609 var det häxprocesser i Tromsö. 3 personer blev brända. En ny kyrka byggdes 1708–1710. Tromsö var från 1700-talet ett viktigt centrum för Pomorhandeln och blev stad år 1794.

### 1800-talet
En ny kyrka invigdes 1803 och Tromsö blev biskopsdöme 1804, men biskopen bosatte sig inte där förrän 1834. 1807 hade staden bara knappt 100 invånare. Så småningom fick Tromsö en del administrativa uppgifter. Staden växte på 1820–1830-talen bland annat på grund av ishavsfångst och blev ett centrum för Troms. 1830 hade Tromsö 1 200 invånare. Kyrkan blev flyttad 1861 (nuvarande Elverhøy kyrka) och Tromsö domkyrka invigdes, som är en långhuskyrka i trä i nygotisk stil. I centrala Tromsö finns fortfarande kvar en del gammal trähusbebyggelse från cirka 1820. 1867 startades fasta lokala båtlinjer mellan Tromsö och alla småplatser runt staden. Staden fick en starkare position som centrum i de mellersta delarna av Troms. Tromsö Museum öppnade 1872. Macks Ølbryggeri startades 1877 och var fram till 2000 världens nordligaste bryggeri. Första Hurtigruten kom till Tromsö 5 juli 1893.

### Början på 1900-talet och andra världskriget
Tromsö hade 7 100 invånare år 1900. 1902 startade tidningen Nordlys. 1902 var det också en stor brand i centrum där många bryggor brann ner .1907 byggdes två vågbrytare för att skydda hamnen. 1918 kom ”Værvarslinga” igång och Nordlysobservatoriet öppnade 1928. Staden fick fast flygförbindelse 1938.
Tromsö Radio och Simavik kraftstation bombades i april 1940. I maj sändes 20 ton guld från Tromsö till England. Från 1 maj till 7 juni 1940 var Tromsö Norges huvudstad eftersom Oslo och södra Norge var ockuperat. I Tromsö upprättades tre större fångläger under andra världskriget. Det var ”Sydspissen”, ”Krøkebærsletta” och ”Isrenna”. ”Sydspissen” etablerades 1941 och var ett läger för politiska fångar. Bland de första som kom dit var alla manliga judar i Tromsö. Ingen av dem hade gjort något utan det var bara i förebyggande syfte. I lägret hölls cirka 100–120 man. 1942 byggdes ett större läger, ”Krøkebærsletta”. Där hölls både politiska fångar och sådana som deltagit i militärt motståndsarbete. Här utsattes vissa fångar för fruktansvärd behandling. 20 oktober 1943 dömdes 8 fångar till döden; de avrättades den 23 oktober. Antalet fångar i lägret var runt 250. Cirka 2 500 fångar, enbart män, passerade genom ”Krøkebærsletta” på väg mot större läger. På ”Isrenna” upprättades 1942 ett läger för ryska krigsfångar. Här satt 735 fångar när kriget var slut. Både ”Krøkebærsletta” och ”Isrenna” användes efter kriget till bland annat landsförrädare och gestapomedlemmar.
Slagskeppet Tirpitz sänktes utanför Tromsö den 12 november 1944. Tirpitz var det största tyska slagskepp som någonsin byggts, något större än Bismarck. Efter flera skador på skeppet blev det liggande vid Håkøya strax utanför Tromsö. Det var brittiska Lancaster-bombplan som sänkte det. Över 1 000 man omkom. När kriget var slut höggs skeppet upp.

### 1945-2000
År 1948 brann en del av de centrala bryggorna och affärsgårdarna ned. Efter kriget hade Tromsö några svåra år men från 1960-talet har staden utvecklats raskt. 1950 hade Tromsö 15 492 invånare. 1960 öppnades Tromsöbrua, bron mellan fastlandet och Tromsöya. 1961 invigdes Fjellheisen, linbana till berget Storsteinen, i Tromsdalen. 1964 var året för den stora kommunsammanslagningen och samma år öppnades också Tromsö flygplats, Tromsö Lufthavn Langnes. Tromsdalen kyrka, Ishavskatedralen invigdes 1965. 1969 var storbranden i Tromsö. Alla träbryggor och 25 hus blev totalförstörda i branden.
År 1970 hade invånarantalet stigit till 28 882. Världens nordligaste universitet, Universitetet i Tromsö, öppnades 1968 och invigdes 1972 av kung Olav V. 1974 invigdes bron mellan Tromsöya och Kvaløya, Sandnessundbrua. Parkeringen inne i berget i Tromsö centrum öppnades 1987. 1988 öppnades Nordlysplanetariet.  Samma år öppnades Langnestunnelen, en tunnel mellan centrum och västra sidan av ön där flygplatsen och Langnes handelspark ligger. Den 2-3 juni 1989 besöktes Tromsö av påve Johannes Paulus II som höll mässa. VM på skridskor, sprint, arrangerades i Tromsdalen den 24–25 februari 1990. 1991 invigdes Universitetssjukhuset Nord-Norge (UNN). 1994 fick Tromsö tunnel mellan fastlandet och Tromsöya, Tromsöysundtunnelen. 1998 öppnades Polaria, Polarmiljøsenteret och Norsk Polarinstitutt som flyttats från Oslo. 1999 öppnades Sentrumstangenten, en tunnel mellan stadens södra och norra del.

### 2000-talet
År 2005 besökte Nelson Mandela staden för en 46664-konsert, Hålogaland teater öppnade en ny teater och Fokuskvarteret öppnades. Ett kvarter mitt i centrum med rådhus, bibliotek och bio. Ärkebiskop Desmond Tutu, som är hedersdoktor vid Universitetet i Tromsö och varit i staden flera gånger, var på nytt i Tromsö i samband med en miljömanifestation 2007. Samma år var USA:s före detta president Bill Clinton på besök och höll ett föredrag i Tromsö. USA:s dåvarande utrikesminister, Hillary Clinton, var på besök i Tromsö 2012 i samband med nordområdediskussioner.Den 41:a schackolympiaden hölls i Tromsö 1–14 augusti 2014.

## Kommunikationer
Ön har tre fasta förbindelser: från fastlandet går Tromsöbrua, ett av stadens mest kända landmärken. Mellan fastlandet och ön går också Tromsöysundtunnelen. Till ön Kvaløya väster om Tromsöya tar man sig via Sandnessundbrua. Marken under staden är genomborrad av ett effektivt tunnelsystem för biltrafik mellan centrum, stadens södra och norra delar och flygplatsen. Tunneln genom Tromsöya samt undervattenstunneln från Futrikelv på Kvaløya till Skulgam på Ringvassøya invigdes 1988. 2011 öppnades också tunneln mellan Larseng på Kvaløya och Balsnes på Malangshalvøya.
Europaväg E8 startar i Tromsö och möter Europaväg E6 strax utanför Tromsö vilket förbinder staden med andra städer i Norge och Europa. Hurtigruten anlöper Tromsö 2 gånger varje dygn: en gång från söder och en gång från norr. Hurtigruten har fast kajplats mitt i centrum av Tromsö. Tromsö är också startplatsen för ett stort antal båt- och bussförbindelser.
På västra sidan av ön, cirka fem kilometer från Tromsö centrum, ligger Tromsö flygplats, Tromsö Lufthavn Langnes, med många bolag och destinationer både inom Norge och utomlands. Flygplatsen ligger centralt, bara ett par hundra meter från Langnes Handelspark och industriområde. På grund av att Tromsö ligger så långt norrut, så långt från Oslo, och inte minst på grund av att Tromsö inte har järnväg, så är flygplatsen en mycket viktig del av utvecklingen av Tromsö. Flygplatsen fick en ny terminal 1977. 1998 gjordes åter en omfattande ombyggnad och terminalen blev betydligt större med  gångbroar direkt mellan flygplanen och terminalbyggnaden. Flygplatsen hade 2014 cirka två miljoner resande. Det planläggs också vidare utbyggnad.

## Klimat
Tromsö har för sin nordliga latitud ett relativt milt klimat tack vare Golfströmmen, men klimatet är ändå att betrakta som ett subarktiskt kustklimat med ganska långa vintrar och korta, relativt kyliga somrar.
Under juni och juli när solen står som högst kan temperaturen i vissa fall nå upp till runt 30 grader Celsius. Rekordet är från 1972 och ligger på 30,2 grader. Fina somrar kan man uppleva relativt långa perioder med 20–25 grader, medan man andra somrar knappt kommer över 20. Genomsnittligt dygnsmaximum ligger på runt 15 grader Celsius i juli månad.
Den lägsta temperatur som uppmätts i Tromsö är minus 18,4 grader Celsius. Medeltemperaturen i februari ligger vanligtvis på runt 2 minusgrader °C, betydligt varmare än orter på samma breddgrad i Kanada, på Grönland och i Ryssland och även varmare än många orter betydligt längre söderut vid samma årstid.
Tromsö har ganska exakt tre månader av sommar då dygnsmedeltemperaturen är över 10 °C och – i och med närheten till havet som ger ett jämnare och mildare kustklimat – ganska långa vårar och höstar då medeltemperaturen kanske inte överstiger 10 grader, men ändå kan komma över 15 grader vid vissa tillfällen på dygnet. Natten till 30 juli 2018 registrerades för första gången en så kallad tropisk natt i Tromsö med lägsta temperatur 20,8 °C.
Vintern är ganska lång och oftast snörik. Den 29 april 1997 sattes det senaste snörekordet i Tromsö på 240 cm. Ofta kommer snön sent på vintern.[källa behövs] Hamnen är isfri året runt.

## Näringsliv
Näringslivet har tidigare varit mest jordbruk, fiske och fångst/jakt, näringar som alltid har varit viktiga för hela Nordnorge. Jordmånen är god för jordbruk, men klimatet är mindre gynnsamt. Fisket har alltid varit den viktigaste av primärnäringarna, alltifrån de små fiskebåtarna (sjarkarna) till de stora fabrikstrålarna. Huvuddelen av fångsten är torsk, sill och räkor. Fångsten går till både export och till bearbetning i kommunens egen fiskeförädlingsindustri.
I takt med att staden har utvecklats har också näringslivet förändrats, och numera arbetar en stor del av Tromsös befolkning i offentlig och privat serviceverksamhet eller affärsverksamhet. Universitetet, sjukhuset, kommunen och fylkeskommunen är stora arbetsgivare. Andra viktiga sysselsättningsområden är livsmedelsindustrin, verkstadsindustrin, grafisk industri och yrken som har att göra med kommunikationen.
Universitetet i Tromsö hade 16 000 studenter år 2016 (och cirka 3 400 anställda) och var därmed Norges fjärde största universitet. Universitetssjukhuset Nord-Norge har cirka 6 300 anställda (2017) och är Nordnorges största arbetsplats. 
Fiskodling har också blivit en viktig näring och i många av fjordarna utanför Tromsö ser man dessa runda ”merder” i havet. Här odlas lax, som har blivit en av Norges största exportnäringar.
Turismen har också blivit en allt viktigare näring för Tromsö. Sommaren har alltid lockat en del turister till landsdelen, men numera har vinterturismen till Tromsö blivit minst lika viktig som sommarturismen. Valar och inte minst norrsken har bidragit till en ökad turism.

## Sevärdheter
- Polaria – akvarium och  informationscentrum om polarregionen och Barents hav. Här finns bland annat panoramabio och arktiska akvarier med storsäl och många kända fiskarter från Barents hav.[54] Polaria ligger i centrum av Tromsö.
- Ishavskatedralen i Tromsdalen.
- Polarmuseet – utställningar om expeditioner till Arktis och Antarktis.
- Tromsö Museum – med bland annat utställning om samisk kultur
- Fjellheisen – linbana i Tromsdalen på fastlandet. Den går upp till Storsteinen (421 m ö.h.), på Fløyfjellet (Fløya). Där har man utsikt över staden och de omkringliggande öarna.
- Sherpatrappa - En stentrapp, också i Tromsdalen. Den går upp till fjället ovanför bebyggelsen i dalen.
- Tromsøbadet - Badhus med 50 meters bana, diverse lekaktiviteter och dessutom en stor klättervägg. Öppnades sensommaren 2019.[55]
- Tromsdalstinden – bergstopp nära staden, populärt utflyktsmål för lokalbefolkning och turister.
- Arktiskt-alpina botaniska trädgården.
- Valskådning (”hvalsafari”) – från 2012 har det kommit stora mängder med val in till kusten utanför Tromsö runt 1 november varje år. Valen stannar tre till fyra månader innan den fortsätter sin vandring.[56]

## Kultur
Tromsö har ett rikt och brett kulturliv med bland annat de stora kulturinstitutionerne Hålogaland Teater, Nordnorsk symfoniorkester, Norsk Polarmuseum och Nordnorsk Konstmuseum. Staden har också ett levande musikmiljö, gallerier och många amatörteatergrupper. . Man har flera årliga festivaler, här kan nämnas bland annat Tromsö internationella filmfestival, Buktafestivalen, Ordkalotten och Nordlysfestivalen.
Det finns många artister, band och grupper av olika slag som kommer från Tromsö. Här är några av de mest kända: 
- The Pussycats, rockband som med den svenska managern Sten Ekroth fick sitt genombrott i Sverige 1965, mycket tack vare ett uppträdande i ”Hylands hörna”. Betraktas som det första fenomenet i norsk rock.[62]

- Sverre Kjeldsberg, vokalist, basist, gitarrist, komponist och skådespelare. Medlem av The Pussycats. Representerade Norge i Melodischlagerfestivalen 1980 med låten ”Sámiid Ædnan”.[63]
- Tobben & Ero, duo och Norges svar på Simon & Garfunkel. Startade sin karriär i Sverige 1969 men det var nog först när de vände tillbaka till Norge, 1972, som karriären verkligen sköt fart. Samarbetade också med sin goda vän Cornelis Vreeswijk.[64]
- Kirsti Sparboe, sångare och skådespelare. Har deltagit i den internationella Melodifestivalen 3 gånger.[65]
- Steinar Albrigtsen, född i Hammerfest men uppväxt i Tromsdalen. Sångare, gitarrist och komponist, speciellt inom blues och country. Har bland annat samarbetat med Levon Helm og Rick Danko från The Band.[66]
- Jørn Hoel, vokalist, gitarrist och komponist. Mannen med den hesa stämman som gjort några av Norges mest kända och populära ballader. Klasskamrat med Steinar Albrigtsen. Har bland annat samarbetat med Billy Cross och Michael Ilbert.[67]
- Bel Canto, gruppen med det arktiska soundet. Sång Anneli Drecker. Är nästan mer kända utanför Norge än i Norge.[68]
- Espen Lind, uppväxt i Tromsö, sångare, gitarrist och komponist. Stor succé både i Norge och utomlands på 1990-talet. Har senare samarbetat med bland annat Sissel Kyrkjebø och varit en av medlemmarna i ”De nya gitarkameratene”. På 2000-talet har han från sin bas i New York skrivit och producerat  låtar till bl.a. Beyonce, Lionel Richie, Leona Lewis och Jennifer Hudson.[69]
- Lene Marlin, vokalist, gitarrist och låtskrivare. Stor succé runt 1999–2000. Fick bland annat pris vid MTV Awards som bästa nordiska artist 1999.[70]
- Røyksopp, technoduo med stor succé på världsbasis. Har flera gånger samarbetat med Robyn.[71]
- Biosphere, en av Norges största i elektronisk musik.[72]

Författaren Cora Sandel bodde en period i Tromsö som ung tillsammans med sin familj och hennes roman Alberte och Jakob utspelar sig i Tromsö.

## Sport
Tromsö IL (fotboll), BK Tromsö (volleyboll) och Tromsö Storm (basket) herrsidan samt Tromsö IBK (innebandy) och Tromsö Basket (basket) på damsidan har världens nordligaste lag i den högsta divisionen för sin sport.
I Kroken, som ligger i norra delen av Tromsdalen, ligger Tromsö Alpinsenter. Tromsö utsågs av Norges idrettsforbund till norsk kandidat som värd för Vinter-OS 2018, men denna utnämning togs tillbaka under hösten 2008.
Våren 2010 öppnades Tromsös första ishall. Det är den första ishallen i Nordnorge och har bidragit till ett ökande intresse för ishockey i Tromsö.